# Красново (Свердловская область)
Красново — упраздненная в декабре 2015 года деревня, на территории Туринского городского округа Свердловской области, Россия.

## Географическое положение
Урочище Красново муниципального образования «Туринского городского округа» расположено в 10 километрах (по автодороге — в 22 километрах) к юго-востоку от города Туринск, на левом берегу реки Тура, на восточном берегу озера-старицы Курья.

## История
В декабре 2015 года областным законом № 161-ОЗ деревня Красново была упразднена.

## Население
| 2002 | 2010 |
| ---- | ---- |
| 0    | →0   |